# Ріверсайд-драйв (Мангеттен)
Ріверсайд-драйв (англ. Riverside Drive) — вулиця з півночі на південь у боро Нью-Йорка Мангеттен. Дорога проходить по Верхньому Вест-сайду Мангеттена, загалом паралельно річці Гудзон і Ріверсайд-парку між 72-ю вулицею та поблизу мосту Джорджа Вашингтона на 181-й вулиці. На північ від 96-ї вулиці Ріверсайд-Драйв є широким розділеним бульваром. У кількох місцях серпантин місцевої вулиці відходить від головної дороги, забезпечуючи доступ до житлових будинків. Деякі з найбажаніших адрес міста розташовані вздовж його маршруту.

## Історія
0,77 км2 землі в первісному парку між 72-ю та 125-ю вулицями спочатку були населені племенем ленапе, але до 18 століття вони використовувалися під ферми нащадками європейських колоністів. У 1846 році, уздовж набережної була побудована залізниця річки Гудзон (пізніше Вестсайдська лінія та Гудзонова лінія), яка сполучала Нью-Йорк з Олбані. У 1865 році комісар Центрального парку Вільям Р. Мартін висунув першу пропозицію для парку на березі річки вздовж річки Гудзон. Акт, який передбачає таке, був поданий до Законодавчого органу комісаром Ендрю Хасуеллом Гріном у 1866 році та затверджений того ж року. Перший сегмент Ріверсайд-парку було придбано через засудження в 1872 році. Парк також включав будівництво Ріверсайд-Драйв (тоді відомого як Ріверсайд-Авеню), обсадженої деревами дороги, яка вигинається навколо долин і скельних виступів, звідки відкривається вид на майбутній парк і набережну. Проспект був закладений у 1868 році та мав ширину 30 м на всій своїй довжині. Плани Ріверсайд-парку та авеню привернули увагу Вільяма М. Твіда, який купив кілька сусідніх ділянок. до парку в очікуванні його забудови.